# Трисульфид урана
Трисульфид урана — бинарное неорганическое соединение
урана и серы
с формулой US3,
кристаллы.

## Получение
- Нагревание стехиометрической смеси чистых веществ:

{\displaystyle {\mathsf {U+3S\ {\xrightarrow {905^{o}C}}\ US_{3}}}}

## Физические свойства
Трисульфид урана образует кристаллы 
моноклинная сингония, параметры ячейки a = 0,540 нм, b = 0,391 нм, c = 1,829 нм, Z = 4.
В более поздних работах сообщается о структуре
моноклинная сингония, пространственная группа P 21/m, параметры ячейки a = 0,53738 нм, b = 0,39598 нм, c = 0,9032 нм, β = 97,258°, Z = 2
.
Соединение образуется по перитектической реакции при температуре 905°С.